# Институт эволюционной биологии Общества Макса Планка
Институт эволюционной биологии Общества Макса Планка (нем. Max-Planck-Institut für Evolutionsbiologie) — научное учреждение в Европейском Союзе.
Институт является исследовательским центром Общества Макса Планка в Плене и занимается фундаментальными исследованиями в области эволюционной биологии.
В настоящее время в институте работают отделы эволюционной экологии, эволюционной генетики и эволюционной теории, а также несколько дополнительных исследовательских групп.

## История

### XX век
Под нынешним названием институт работает с марта 2007 года. Ранее он назывался Институтом по лимнологии Общества Макса Планка.
Институтами-предшественниками была Биологическая станция в Плене, основанная в 1891 году Эмилем Отто Захариасом, которая в 1917 году была передана Обществу кайзера Вильгельма как гидробиологический институт под руководством Августа Тинемана.
Немецкая экспедиция 1928-29 годов, в которой принимал активное участие Тинеман, положила начало тропической лимнологии. В 1948 году Гидробиологический институт перешёл под эгиду Общества Макса Планка. В 1949 году к институту в качестве филиала была присоединена Лимнологическая речная станция в Шлице, Гессен. В 1957 году Харальд Сиоли стал управляющим директором и заведующим отделом Гидрологического института.
В 1966 году институт был переименован в «Институт лимнологии Общества Макса Планка» с кафедрами общей лимнологии (Юрген Овербек) и тропической экологии (Харальд Сиоли). В 1978 году Сиоли вышел на пенсию. В 1984 году был основан отдел экофизиологии под руководством Винфрида Ламперта и рабочая группа по тропической экологии под руководством Вольфганга Джанка.
После того, как Овербек вышел на пенсию в 1991 году, Лимнологическая речная станция стала независимой рабочей группой под руководством Питера Цвика.

### XXI век
В 1999 году был создан отдел эволюционной экологии под руководством Манфреда Милински.
Это, а также выход на пенсию Винфрида Ламперта и Питера Цвика, закрытие Лимнологической речной станции и основание отдела эволюционной генетики под руководством Дитрида Таутца в 2006 году привели к серьезным потрясениям. Постановлением Общества Мака Планка в марте 2007 года Институт Плена был переименован в Институт эволюционной биологии Общества Макса Планка. Вольфганг Джанк вышел на пенсию в 2007 году, а рабочая группа по тропической экологии была распущена.
В 2008 году независимая исследовательская группа Эмми-Нётер Янга группа «Эволюционная динамика» начала свою работу под руководством Арне Траульсена. В 2009 году Джон Бэйнс был назначен совместным профессором Кильского университета и института. В 2010 году начала свою работу исследовательская группа Макса Планка «Экспериментальная эволюция» под руководством Дункана Грейга, за ней в 2011 году последовала младшая исследовательская группа Эмми Нётер «Динамика видовых сообществ», а в 2014 году — исследовательская группа «Экологическая геномика» под руководством руководство Евы Стукенброк.
В том же году Арне Траульсен был назначен третьим директором института и заведующим отделом эволюционной теории. В 2015 году начала свою работу группа по поведенческой геномике под руководством Мириам Лидвогель, а в 2016 году стартовала группа «Биологические часы» Тобиаса Кайзера.
Также в конце 2016 года был назначен новый директор Пол Рейни. Он возглавляет отдел «Микробной популяционной биологии», пришедший на смену кафедре Манфреда Милински. Пол Рейни был назначен внешним научным членом института в 2011 году чтобы возглавить экспериментальные и эволюционные генетические исследования.

## Международная исследовательская школа Общества Макса Планка
Институт участвует в англоязычной докторской программе «Международная исследовательская школа эволюционной биологии Общества Макса Планка» (англ. International Max Planck Research School for Evolutionary Biology).